# Kshirpai
Kshirpai là một thành phố và khu đô thị của quận Medinipur thuộc bang Tây Bengal, Ấn Độ.

## Nhân khẩu
Theo điều tra dân số năm 2001 của Ấn Độ, Kshirpai có dân số 14.545 người. Phái nam chiếm 51% tổng số dân và phái nữ chiếm 49%. Kshirpai có tỷ lệ 67% biết đọc biết viết, cao hơn tỷ lệ trung bình toàn quốc là 59,5%: tỷ lệ cho phái nam là 74%, và tỷ lệ cho phái nữ là 59%. Tại Kshirpai, 13% dân số nhỏ hơn 6 tuổi.